# Le diable et le bon dieu
Le diable et le bon dieu (francouzsky Ďábel a dobrý Bůh) je divadelní hra Jeana-Paula Sartra o třech dějstvích a jedenácti obrazech. Poprvé byla uvedena 7. června 1951 v pařížském Théâtre Antoine. Zabývá se morálními motivy rozhodování hlavních postav za selské války v Německu, je zde patrné filozofické přesvědčení autora – existencialismus.